# Georg Dehio

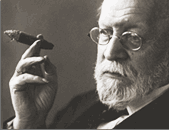
Georg Dehio

Georg Gottfried Julius Dehio (* 10. Novemberjul. / 22. November 1850greg. in Reval (Russ. Kaiserreich); † 19. März 1932 in Tübingen) war ein deutscher Architektur- und Kunsthistoriker. Er entwickelte die Konzeption der modernen Denkmalpflege, nach der auch Schäden und ein Verlust an Bausubstanz als authentischer Teil der Baugeschichte des Objekts begriffen werden müssen, sodass Rekonstruktion und Wiederaufbau nicht die einzigen Optionen darstellen.

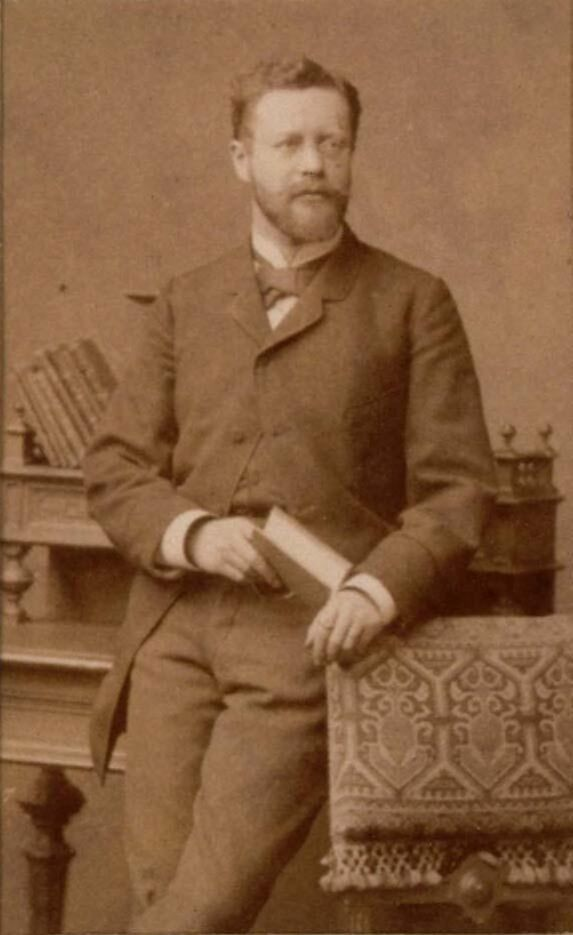
Georg Dehio (1892)

Neben dem Dehio-Handbuch, einem nach Dehio benannten Nachschlagewerk für Kunstdenkmäler, wurde eine Reihe von Auszeichnungen nach ihm benannt, wie zum Beispiel der Georg-Dehio-Kulturpreis, der Georg-Dehio-Buchpreis und der Georg-Dehio-Preis der Künstlergilde Esslingen.

## Leben und Wirken

### Ausbildung und Universitätslaufbahn

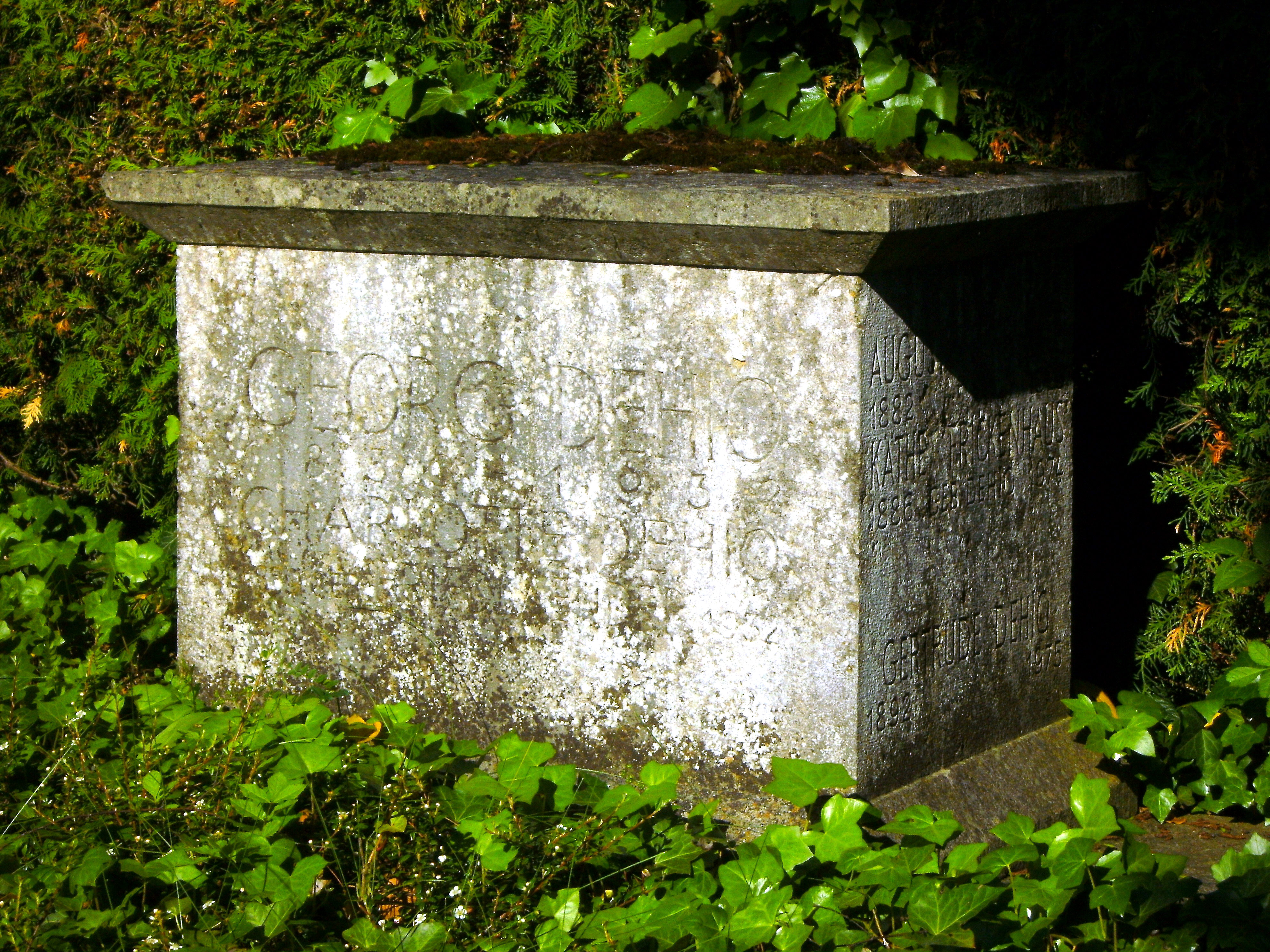
Grab Georg Dehios im Stadtfriedhof Tübingen

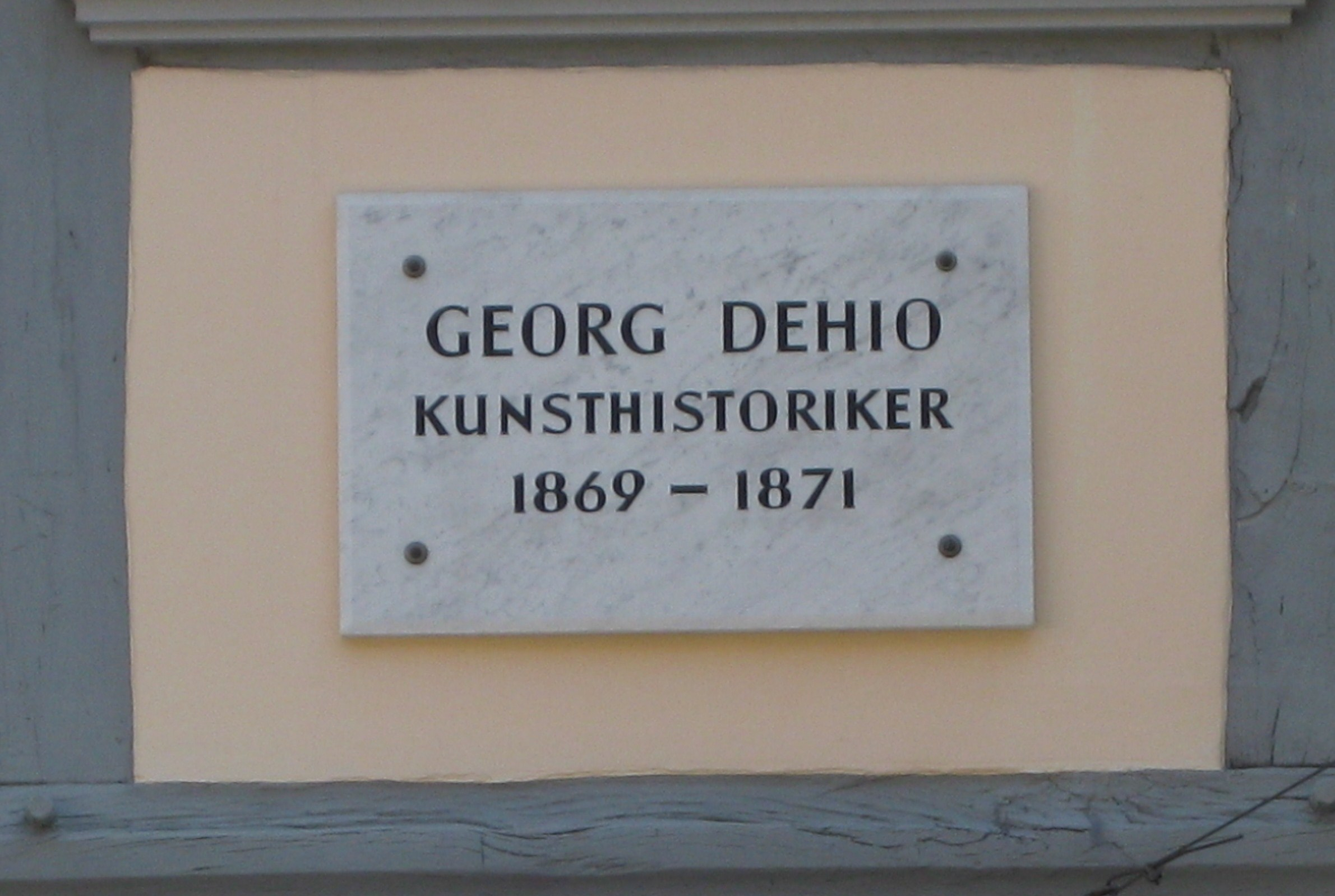
Göttinger Gedenktafel Jüdenstraße 32

Georg Dehio studierte Geschichte an der Kaiserlichen Universität Dorpat und wechselte dann an die Universität Göttingen, wo er 1872 bei Georg Waitz promoviert wurde. 1877 habilitierte er sich in München mit einer Geschichte des Erzbistums Hamburg-Bremen. In der Folgezeit konzentrierte der Historiker seine Arbeit auf die deutsche und europäische Kunstgeschichte.
1883 begann er seine Lehrtätigkeit an der Albertus-Universität in Königsberg sowie an der dortigen Kunstakademie. In Königsberg wurde 1888 auch sein Sohn Ludwig Dehio geboren. Im Jahr 1892 wurde er an das Kunstgeschichtliche Institut nach Straßburg berufen, an dem er bis 1919 als Professor tätig war.
Dehio lebte seit 1921 in Tübingen, wo er 1932 im Alter von 81 Jahren starb und auf dem Stadtfriedhof beerdigt wurde.

### Kunsthistorisches und kunsttopographisches Werk
Ein erstes Hauptwerk Dehios war die Herausgabe des zusammen mit dem befreundeten Gustav von Bezold verfassten, grundlegenden Werkes „Die kirchliche Baukunst des Abendlandes“, das in mehreren Bänden 1884–1901 erschien. Ein Teil von Georg Dehios Forschungsarbeit, insbesondere seine Untersuchungen über die Proportionen in der Baukunst des Altertums und des Mittelalters, führte zu Innovationen in der Forschung. Als „opus magnum“ gilt seine mehrbändige „Geschichte der deutschen Kunst“ (1919–1926).
Auf Anregung Dehios beschloss der 1900 in Dresden abgehaltene Tag für Denkmalpflege, ein Handbuch der deutschen Kunstdenkmäler zu veröffentlichen. Das Textschema war durch die „bekannte Kunsttopographie“ von Wilhelm Lotz vorgeprägt, auf die sich Dehio im ersten, 1905 vorgelegten Band seines Handbuchs explizit bezieht. Die ersten fünf in den Jahren von 1905 bis 1912 erschienenen Bände bearbeitete Dehio selbst, wofür er die Texte zu rund 300 Orten, gekennzeichnet mit „D“, selbst verfasste. Aus Inventaren stammende Angaben wies er mit „Inv.“ aus. Weitere Angaben machten Zuarbeitende und verwendete Literatur kenntlich. Das Handbuch wurde zum Klassiker für Kulturreisende, erlebte zahlreiche Neuauflagen, Überarbeitungen und Ergänzungsbände und ist bis heute unter dem Markennamen Dehio-Handbuch bekannt. Seit 1929 erscheint der Dehio im Deutschen Kunstverlag. Für die wissenschaftliche Fortführung des Handbuchs sorgt die Dehio-Vereinigung. Seit 2001 wird das Handbuch von einem Herausgebergremium getragen, das sich aus der Dehio-Vereinigung, der Vereinigung der Landesdenkmalpfleger in der Bundesrepublik Deutschland und der Deutschen Stiftung Denkmalschutz zusammensetzt. In Österreich wird der Dehio seit 1933 vom Bundesdenkmalamt herausgegeben. → Hauptartikel Dehio-Handbuch

### Wirken als Denkmalpfleger
Dehio wandte sich als Denkmalpflege-Theoretiker um 1900, ähnlich wie Alois Riegl, gegen den im 19. Jahrhundert üblichen historisierenden und purifizierenden Umbau alter Baudenkmäler (etwa gotischer Dome). Er verurteilte die damit notwendig verbundene Beseitigung jüngerer Geschichtsspuren als Zerstörungen und restauratorischen Vandalismus, propagierte 1905 den Wahlspruch „Konservieren, nicht Restaurieren“ und stellte die Forderung auf, Alt und Neu sollten im Falle von Zubauten erkennbar unterschieden sein. Dehio wirkte damit maßgeblich auf die in der zweiten Hälfte des 20. Jahrhunderts dominierenden Konzeptionen des wissenschaftlichen Denkmalschutzes ein, wie sie etwa in der Charta von Venedig kodifiziert wurden.
Gleichwohl setzte er sich aber auch für den Wiederaufbau von verlorenen oder beschädigten Baudenkmalen ein, wie im Falle des 1906 abgebrannten und anschließend bis 1912 rekonstruierten Hamburger Michels.

### Familie
Dehio war ab 1884 verheiratet mit Charlotte Friedländer (1859–1932), Tochter des Philologen und Altertumsforschers Ludwig Friedländer (1824–1909) und Laura Gutzeit. Sein Sohn war der Historiker und Archivar Ludwig Dehio (1888–1963). Seine Tochter Katharina (1885–1974) heiratete den Archäologen August Frickenhaus (1882–1925). Sein Cousin war der Internist und Rektor der Universität Dorpat Karl Dehio, Vater der Schriftstellerin Else Hueck-Dehio (1897–1976). Seine Nichte Dora Dehio war die Mutter des Biologen Erich von Holst (1908–1962), Gründungsdirektor des Max-Planck-Instituts für Verhaltensphysiologie.

## Zitate
Dem Geist des zeitgenössischen Chauvinismus entspricht ein Zitat über seine ursprüngliche Heimat im Jahr 1927:
„Zunächst ist nicht zu vergessen, daß die Esten und Letten keine eigene Kultur besitzen und schwerlich jemals besitzen werden.“

## Auszeichnungen und Ehrungen
- 1883: korrespondierendes Mitglied der Bayerischen Akademie der Wissenschaften[12]
- 1920: korrespondierendes Mitglied der Preußischen Akademie der Wissenschaften[13]
- 1924: Orden „Pour le Mérite für Wissenschaften und Künste“[14]
- 1926: Ehrenmitglied der Göttinger Akademie der Wissenschaften[15]
- 1927: Träger des bayerischen Maximilians-Ordens für Kunst und Wissenschaft[16]
- 1930 erhielt er von Reichspräsident v. Hindenburg zum 80. Geburtstag das Adlerschild, die höchste Auszeichnung des Deutschen Reiches in der Zeit der Weimarer Republik.[16]
- Er hatte Ehrendoktortitel der Universitäten Jena, Tübingen und Frankfurt am Main.[16]
- Er war Ehrenmitglied der Gesellschaft für Hamburgische Geschichte und der Gesellschaft für Estländische Literatur in Reval.[16]
- Nach ihm benannt sind seit 2003 der Georg-Dehio-Kulturpreis und seit 2004 der Georg-Dehio-Buchpreis.
- Nach Dehio ist der 1987 entdeckte Asteroid „48415 Dehio“ benannt.

## Schriften (Auswahl)

### Zur Geschichte
- Hartwich von Stade, Erzbischof von Hamburg-Bremen (= Bremisches Jahrbuch. Nr. 6, 1871). Druck von Diercksen & Wichlein, Bremen 1872, OCLC 312461468 (Inaugural-Dissertation Universität Göttingen 1872, 122 S.).
- Geschichte des Erzbistums Hamburg-Bremen bis zum Ausgang der Mission, von Georg Gottfried Julius Dehio. W. Hertz, Berlin 1877 (Habilitationsschrift 1876); Neudruck: Wenner, Osnabrück 1975, ISBN 3-87898-084-1.

### Zur Kunstgeschichte und Kunsttopographie
- (Mit Gustav von Bezold): Geschichte der kirchlichen Baukunst des Abendlandes. (2 Bände und Tafelwerke.) Cotta, Stuttgart 1887–1901. (Digitalisate) Nachdrucke: Cotta, Stuttgart 1969.
- Handbuch der deutschen Kunstdenkmäler. 5 Bände, 1905–1912.
- Kunsthistorische Aufsätze. Oldenbourg, München/Berlin 1914. (Digitalisat auf Google Books, Abschrift auf Google Books)
- Geschichte der deutschen Kunst. 3 Bände, Vereinigung wissenschaftlicher Verleger, Leipzig/Berlin 1919–1925 und weitere Auflagen.

### Zur Denkmalpflege
- Was wird aus dem Heidelberger Schloß werden? Karl J. Trübner, Straßburg 1901. (doi:10.11588/diglit.29583, Digitalisat auf digi.ub.uni-heidelberg.de, abgerufen am 1. August 2021)
- Denkmalschutz und Denkmalpflege im neunzehnten Jahrhundert [= Festrede an der Kaiser-Wilhelms-Universität zu Straßburg, den 27. Januar 1905], in: Georg Dehio: Kunsthistorische Aufsätze. Oldenbourg, München/Berlin 1914, S. 263 ff. (Digitalisat, auf deutschestextarchiv.de, abgerufen am 1. August 2021)